# Allées funéraires de Lumé
Les allées funéraires de Lumé forment un ensemble de trois allées funéraires situées sur la commune de Fargues-sur-Ourbise dans le département français de Lot-et-Garonne.

## Allée funéraire n° 1
Ce monument est connu sous les appellations locales de Lit de Gargantua ou Chambre des Fées. L'allée est orientée selon un axe ouest/est. De l'allée d'origine qui mesurait 16 m de long pour 0,90 m de large, il ne reste plus qu'un tronçon de 5,50 m composé de quatre orthostates sur le côté gauche et deux sur le côté droit. Le tout est entouré d'un cairn.
Les premières fouilles mentionnées sont celles de 1865 menées par Sautron, Rauzan, le curé d'Houilles et l'abbé Brouillon. Après une destruction partielle en 1873, l'abbé Brouillon y recueille des haches en pierre polie. Le musée du château de Nérac comporte dans ses collections une partie du matériel découvert à l'occasion des nombreuses fouilles qui furent menées par la suite : deux haches en pierre polie, sept canines (craches) de cerf perforées, huit perles en test de coquillage, un morceau de cristal de roche, une pendeloque en bois de cerf, des objets en os poli et des outils en silex.
L'édifice est classé au titre des monuments historiques depuis 1889.

## Allées funéraires n° 2 et 3
L'allée funéraire n° 2 était située à environ 50 m de la précédente, elle est désormais détruite. L'allée funéraire n° 3 est mentionnée par les descriptions anciennes comme étant placée à proximité de la première. Elle est peut-être actuellement camouflée sous la couverture forestière.